# Tetramorium bicarinatum
Tetramorium bicarinatum es una especie de insecto himenóptero de la familia de los formícidos (hormigas). Es oriunda de la región indomalaya aunque actualmente se encuentra en todos los continentes con la excepción de la Antártida. Fue descrita en 1846 por el  botánico, briólogo, micólogo, y entomólogo finlandés William Nylander.